# St. Lucia Basketball Federation
Der Lucianische Basketballverband ist der offizielle Basketballverband auf St. Lucia. Er hat seinen Sitz in Castries.

## Geschichte und Aufgaben
Der Verband ist seit 1997 Mitglied der Fédération Internationale de Basketball(FIBA) und damit auch Mitglied der FIBA Amerika. Präsident des Verbandes ist zur Zeit Glen Guiste. Seine Generalsekretärin ist Carlotta Bonnett.
Der Verband ist für die Organisation, Leitung und Entwicklung des Basketballsports auf St. Lucia verantwortlich. Der Verband vertritt den Basketballsport gegenüber Behörden sowie nationalen und internationalen Sportorganisationen.
Zusätzlich verteidigt der Verband auch die moralischen und materiellen Interessen des Lucianischen Basketballs. Der Verband organisiert die Nationale Meisterschaft und ist für die Lucianische Basketballnationalmannschaft und die Lucianische Basketballnationalmannschaft der Damen verantwortlich.

## Fakten zum Verband
| Kriterium               | Fakten           |
| ----------------------- | ---------------- |
| Gründungsjahr           |                  |
| Jahr des FIBA-Beitritts | 1997             |
| Kontinental Verband     | FIBA Amerika     |
| Sitz des Verbandes      | Castries         |
| Präsident               | Glen Guiste      |
| Generalsekretär         | Carlotta Bonnett |
| Höchste Liga            |                  |
| Sonstiges               |                  |